# Luchtkastelen (A.A.M. Stols)
Luchtkastelen, in de toenmalige spelling Luchtkasteelen geheten, is een serie van 10 uitgaven van de Nederlandse uitgever A.A.M. Stols. De boekenreeks werd uitgegeven in de jaren 1928-1932.
Stols bracht boekenreeksen als Luchtkastelen en To the happy few uit als relatiegeschenk en ter promotie van zijn uitgeverij. De serie Luchtkastelen was een van de goedkopere uitgaves. De dichter E. du Perron had een grote invloed op de inhoud van deze boekenreeks.

## Titels
- nr. 1: Jo Otten, Verloren Vaderland, Maastricht en Brussel, 1928
  - 44 blz., 150 exx., druk: Boosten & Stols, letter: Garamond, boekmerk: J. Franken Pzn. omslag: Wilia Menzel, papier: Pannekoek
- nr. 2: J. Ravenswood, Mo Yang Ke Chineesche versen. Bewerking van J. Ravenswood, Maastricht en Brussel, 1930
  - 38 blz., 150 exx., druk: Boosten & Stols, letter: Garamond, slechts enkele exemplaren, als de uitgaaf gereed is, vraagt Slauerhoff om de omslag en het eerste vel te veranderen. De tweede versie draagt de naam van Slauerhoff:
- nr. 2: J. Slauerhoff, Yoeng Poe Tsjeng, Maastricht en Brussel, 1930
  - 38 blz., 310+ exx., druk: Boosten & Stols, letter: Garamond, papier: met de hand geschept vergé, Pannekoek
  - 2e vermeerderde druk, Maastricht en Brussel, 1933,
  - 3e druk. 's-Gravenhage, 1845, typografie: Henri Friedlaender
  - 4e druk: 's-Gravenhage, 1954
- nr. 3: J. Slauerhoff, Het lente-eiland (Kau-lung-seu), 1930,
  - Oplage van 150 genummerde ex., 46 p, 21 cm,[4]
  - 2e druk: Het lente-eiland en andere verhalen, 1933, 56 p, 23 cm[5]
- nr. 4: E. du Perron, Parlando, Maastricht en Brussel, 1930
  - 63 blz., 150 exx., druk: Boosten & Stols, letter: Garamond, vignet: J. Franken Pzn, papier: handgeschept vergé De Fortuyn, Pannekoek
- nr. 5: Jan Greshoff, Currente calamo, 1930
  - vooraf aangekondigd als: Plume volante
  - 70 blz., 150 exx., druk: Boosten & Stols, letter: Garamond, papier: handgeschept vergé De Fortuyn, Pannekoek
- nr. 6: Willem ten Berge, De zoon van het hemelsche rijk, Maastricht en Brussel, 1930
  - 42 blz., 150 exx., druk: Boosten & Stols, letter: Garamond, papier: handgeschept vergé De Fortuyn, Pannekoek
- nr. 7: C.J. Kelk, De parasieten, 1930
  - 69 blz., exx., 150 druk: Boosten & Stols, letter: Garamond, papier: handgeschept vergé De Fortuyn, Pannekoek
- nr. 8: Maurice Roelants, Het verzaken Gedichten, Maastricht en Brussel, 1930
  - 64blz., 150 exx., tekstverzorging: E. du Perron, druk: Boosten & Stols, letter: Garamond, papier: handgeschept vergé De Fortuyn, Pannekoek
  - 2e druk, 1932, eigenlijk een 'opbindpartij' vn de eerste druk
  - 3e druk: 1937, ondertitel: Verzamelde gedichten aangevuld met Brief aan E. du Perron
- nr. 9 Gabriël Smit, Voorspel Gedichten, Maastricht en Brussel, 1931
  - 36 blz., 150 exx., druk: Boosten & Stols, letter: Garamond, papier: handgeschept vergé De Fortuyn, Pannekoek
- nr. 10:Georges Vriamont, De exploten van Tabarijn, 2e druk, Maastricht en Brussel, 1932
  - 48 blz., 150 exx., druk: Boosten & Stols, letter: Garamond, papier: handgeschept vergé De Fortuyn, Pannekoek (De eerste druk in eigen beheer: 1927)

Boekenreeksen: Trajectum ad Mosam · To the happy few · Halcyon · Luchtkastelen · Helikonreeks · Orpheus · Atlantis

Tijdschriften: Halcyon · Helikon · De Vrije Bladen (18e jaargang)

Overige uitgaven: Verzamelde gedichten (J.C. Bloem) · Broeder Bernard (P.N. van Eyck) · Hartslag (Morriën) · Landwind (Morriën) · De boodschap van het Wilhelmus · Het exlibris der Nederlandse medici